# Lutzia agranensis
Lutzia agranensis är en tvåvingeart som beskrevs av Singh och Prakash 2008. Lutzia agranensis ingår i släktet Lutzia och familjen stickmyggor. Inga underarter finns listade i Catalogue of Life.